# Kittsee
Kittsee (em eslovaco Kopčany; em húngaro Köpcsény; em croata Gijeca) é uma freguesia na Áustria, do estado da Burgenlândia (Burgenland).
A aldeia é famosa pelo cultivo de damascos.

## Geografia
Localizada ao nordeste do país no distrito Neusiedl am See, que faz a parte da Planície da Panónia.
A freguesia é limitada a norte e leste pela fronteira com Eslováquia e a oeste com Baixa Áustria (Niederösterreich)..

## Monumentos

### Castelo Altes Schloss
(de propriedade privada)
O castelo do século XII. e um edifício de três retangulares, que foi provavelmente construído como uma fortificação nas fronteiras contra os áustriacos.

### Castelo Neues Schloss
Foi construído por Johann Folhas em 1668.

### „Cruz Azul“ (Blaue Kreuz)
A elegante, suave coluna com ricas decorações e Piet, está no caminho a Bratislava. Sobre o pedestal há o brasão de armas da família Batthyany por um ano 1752. Em 1948 coluna foi renovado.